# Alistair MacLean
Alistair MacLean (schottisch-gälisch: Alasdair MacGill-Eain; * 21. April 1922 in Glasgow; † 2. Februar 1987 in München) war ein schottischer Thriller-Autor. Er schrieb auch unter dem Pseudonym Ian Stuart.

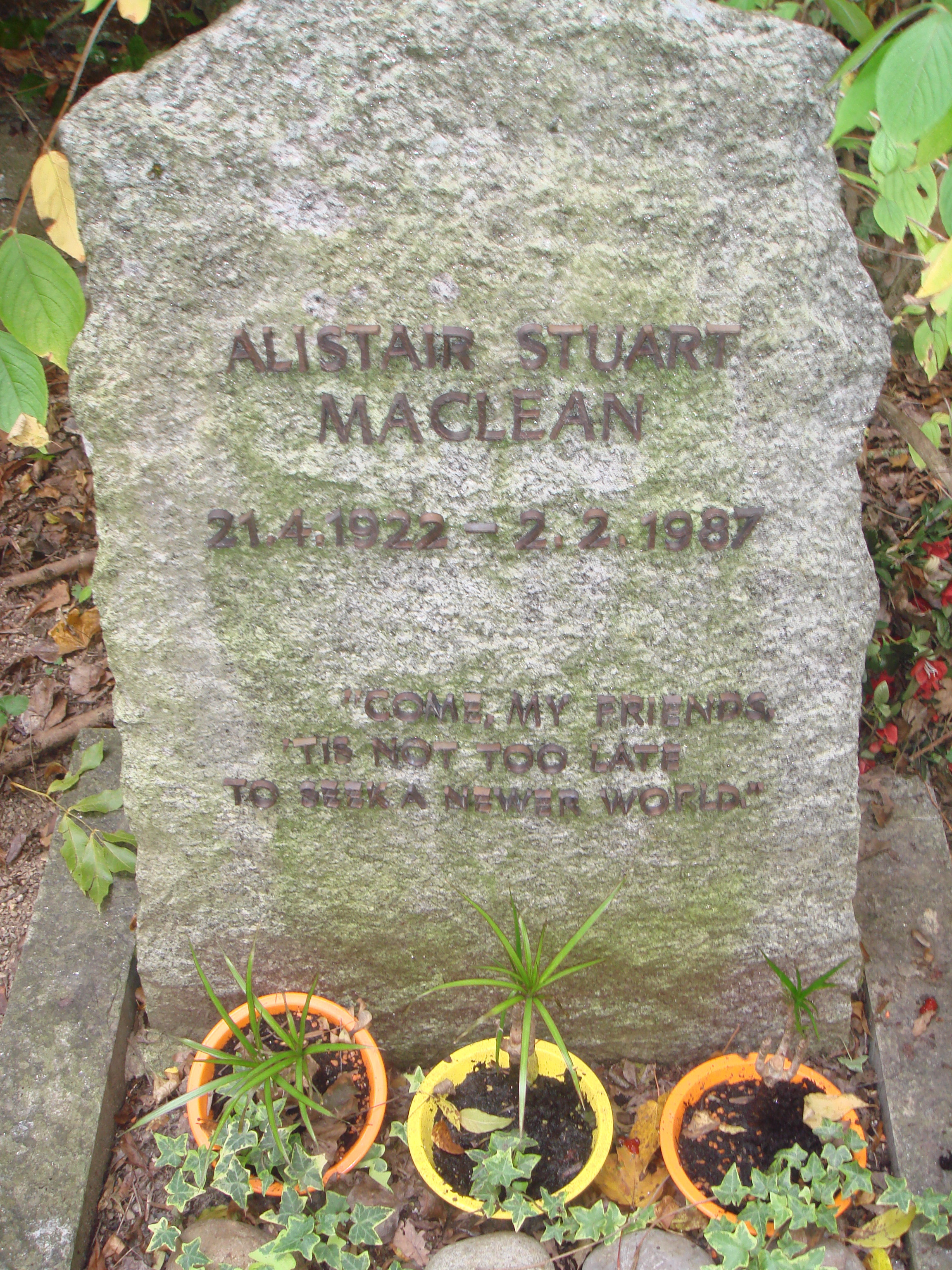
Alistair MacLeans Grab in Céligny, Schweiz

## Leben
MacLean wurde in Glasgow als Sohn eines Pfarrers der Church of Scotland geboren. Er wuchs in den Highlands nahe Inverness auf und besuchte die Hillhead High School in Glasgow. Im Zweiten Weltkrieg diente er in der Royal Navy als Seemann im Atlantik, im Mittelmeer und ab 1945 im Pazifik. Seine Behauptung, er sei von den Japanern in Kriegsgefangenschaft genommen und gefoltert worden, wurden sowohl von seinem Sohn als auch von seinem Biographen als Erfindungen während seiner Alkoholsucht bezeichnet.
Nach dem Krieg studierte er Englisch an der Universität Glasgow, wo er 1953 seinen Abschluss machte und fortan als Lehrer arbeitete.
Bereits an der Universität begann MacLean zu schreiben. Mit Kurzgeschichten besserte er sein Einkommen auf und gewann 1954 einen Wettbewerb des Glasgow Herald, mit der Kurzgeschichte Dileas. Der Herausgeber bat ihn, mehr zu schreiben, und es folgte der Roman Die Männer der Ulysses, der auf eigenen Kriegserfahrungen basierte. Das Buch wurde ein großer Erfolg, und so war MacLean bald in der Lage, sich ganz dem Schreiben von Kriegs- und Spionageromanen zu widmen.
In den frühen 1960er Jahren veröffentlichte MacLean zwei Bücher unter dem Pseudonym Ian Stuart, um zu beweisen, dass der Erfolg seiner Bücher einzig an seiner „guten Schreibe“ lag und nicht an seinem Namen. Auch diese beiden Bücher verkauften sich gut. In den 1980er Jahren gehörte MacLean mit 30 Millionen weltweit verkauften Büchern zu den erfolgreichsten Schriftstellern seiner Zeit. 1983 wurde er von der Glasgow University mit dem Titel Ehrendoktor geehrt.
In späteren Jahren hatte MacLean immer mehr Alkoholprobleme, deren Spätfolgen er am 2. Februar 1987 in München erlag. Er war zweimal verheiratet und hatte drei Söhne mit seiner ersten Frau.

## Werke
MacLean veröffentlichte 28 Romane, eine Vielzahl von Kurzgeschichten und je ein Buch über T. E. Lawrence und James Cook.
| Nr. | Jahr | Deutscher Titel                   | Originaltitel                               | Verfilmung                                                        |
| 01  | 1955 | Die Männer der Ulysses            | H.M.S. Ulysses                              |                                                                   |
| 02  | 1957 | Die Kanonen von Navarone          | The Guns of Navarone                        | Die Kanonen von Navarone                                          |
| 03  | 1957 | Die Überlebenden der Kerry Dancer | South by Java Head                          |                                                                   |
| 04  | 1959 | Jenseits der Grenze               | The Last Frontier (USA: The Secret Ways)    | Geheime Wege                                                      |
| 05  | 1960 | Nacht ohne Ende                   | Night Without End                           |                                                                   |
| 06  | 1961 | Angst ist der Schlüssel           | Fear Is the Key                             | Angst ist der Schlüssel                                           |
| 07  | 1961 | Schwarze Hornisse                 | The Dark Crusader (USA: The Black Shrike)*  |                                                                   |
| 08  | 1962 | Rendezvous mit dem Tod            | The Golden Rendezvous (USA: Nuclear Terror) | Rendezvous mit dem Tod                                            |
| 09  | 1962 | Satanskäfer                       | The Satan Bug*                              | Geheimagent Barrett greift ein                                    |
| 10  | 1963 | Eisstation Zebra                  | Ice Station Zebra                           | Eisstation Zebra                                                  |
| 11  | 1966 | Das Mörderschiff                  | When Eight Bells Toll                       | Das Mörderschiff                                                  |
| 12  | 1967 | Agenten sterben einsam            | Where Eagles Dare                           | Agenten sterben einsam (auch Drehbuch)                            |
| 13  | 1968 | Geheimkommando Zenica             | Force 10 from Navarone                      | Der wilde Haufen von Navarone auch: Force 10 – Die Spezialeinheit |
| 14  | 1969 | Souvenirs                         | Puppet on a Chain                           | Die Ratten von Amsterdam                                          |
| 15  | 1970 | Tödliche Fiesta                   | Caravan to Vaccarès                         | Duell in Vaccarès                                                 |
| 16  | 1971 | Die Insel                         | Bear Island                                 | Die Bäreninsel in der Hölle der Arktis                            |
| 17  | 1972 | Der Traum vom Südland             | Captain Cook                                |                                                                   |
| 18  | 1973 | Dem Sieger eine Handvoll Erde     | The Way to Dusty Death                      | The Way to Dusty Death                                            |
| 19  | 1974 | Nevada Pass                       | Breakheart Pass                             | Nevada Pass                                                       |
| 20  | 1975 | Circus                            | Circus                                      |                                                                   |
| 21  | 1976 | Golden Gate                       | The Golden Gate                             |                                                                   |
| 22  | 1977 | Meerhexe                          | Seawitch                                    |                                                                   |
| 23  | 1978 | Goodbye Kalifornien               | Goodbye California                          |                                                                   |
| 24  | 1980 | Die Hölle von Athabasca           | Athabasca                                   |                                                                   |
| 25  | 1981 | Fluss des Grauens                 | River of Death                              | River of Death – Fluß des Grauens                                 |
| 26  | 1982 | Partisanen                        | Partisans                                   |                                                                   |
| 27  | 1982 | Der Höllenflug der Air Force One  | Air Force One Is Down                       | Air Force One Is Down                                             |
| 28  | 1983 | Die Erpressung                    | Floodgate                                   |                                                                   |
| 29  | 1984 | Das Geheimnis der San Andreas     | San Andreas                                 |                                                                   |
| 30  | 1985 | Einsame See / Tobendes Meer       | The Lonely Sea                              |                                                                   |
| 31  | 1986 | Der Santorin Schock               | Santorini                                   |                                                                   |

(*) Als Ian Stuart veröffentlicht

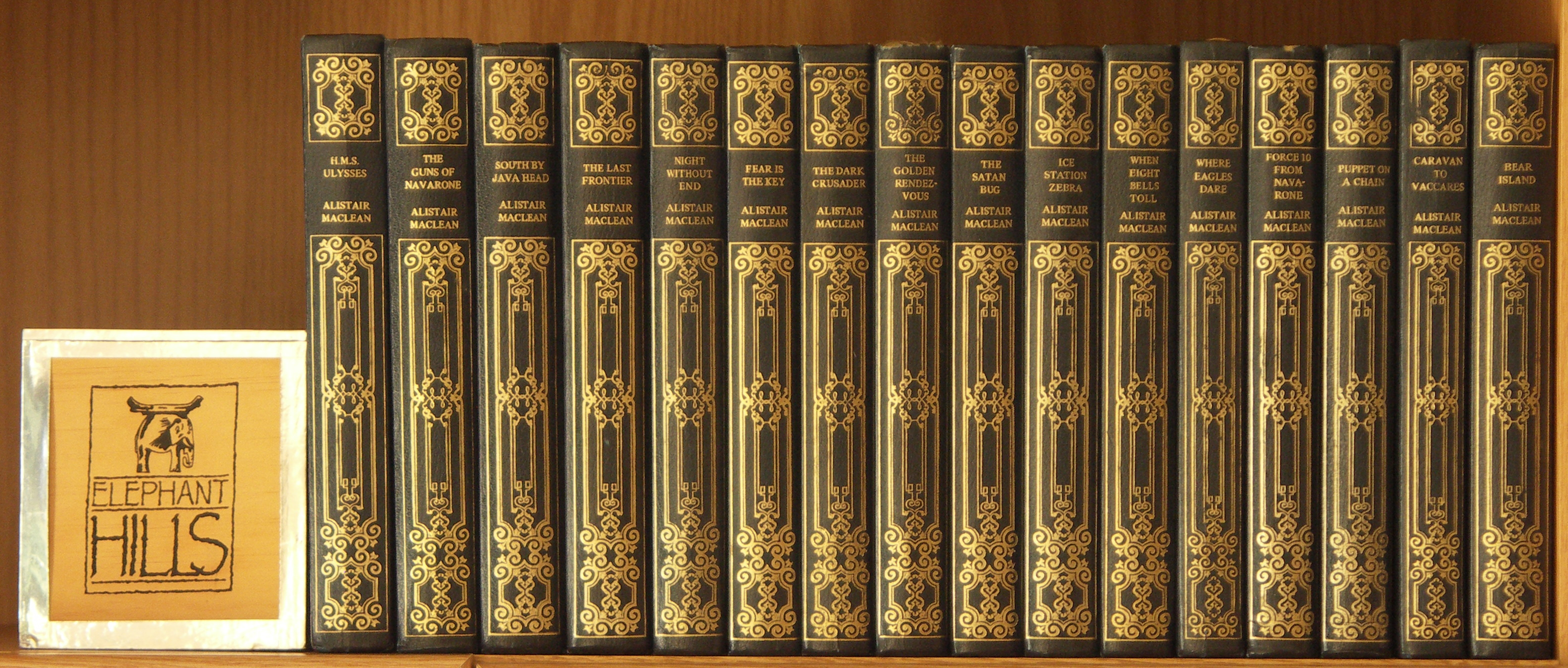
Werkausgabe 1955 bis 1971 bei Heron Books

Alistair MacLean hinterließ einige Manuskripte für nicht mehr vollendete Romane. Einige dieser Manuskripte wurden von anderen Schriftstellern bearbeitet, vollendet und veröffentlicht:
Simon Gandolfi:
- Alistair MacLean’s Goldene Rache
- Alistair MacLean’s Goldenes Netz
- Alistair MacLean’s Golden Girl
- Alistair MacLean’s Weißer Sand

Alastair MacNeill:
- Alistair MacLean’s Rendezvous.
- Alistair MacLean’s Der Rembrandt-Deal (verfilmt als Die Rembrandt-Connection (Night Watch) mit Pierce Brosnan und Alexandra Paul)
- Alistair MacLean’s Zeit der Attentäter
- Alistair MacLean’s Spur des Todes (verfilmt als Death Train mit Pierce Brosnan und Alexandra Paul)
- Alistair MacLean’s Ventura
- Alistair MacLean’s Drei Tage bis zur Ewigkeit
- Alistair MacLean’s Codebreaker

Sam Llewellyn:
- Alistair MacLean’s Die Männer von Navarone
- Alistair MacLean’s Die Stoßtruppen von Navarone

Hugh Miller:
- Alistair MacLean’s Tödliches Ziel